# Maimará
Maimará är en ort i Argentina.   Den ligger i provinsen Jujuy, i den norra delen av landet, 1 400 km nordväst om huvudstaden Buenos Aires. Maimará ligger 2 397 meter över havet och antalet invånare är 2 470.
Terrängen runt Maimará är bergig söderut, men norrut är den kuperad. Maimará ligger nere i en dal. Runt Maimará är det mycket glesbefolkat, med 5 invånare per kvadratkilometer.. Närmaste större samhälle är Tilcara, 7,8 km nordost om Maimará. 
Omgivningarna runt Maimará är i huvudsak ett öppet busklandskap.